# Joffrey Baratheon
Joffrey Baratheon er en fiktiv person i den amerikanske forfatter George R. R. Martins fantasyserie A Song of Ice and Fire og i HBOs filmatisering Game of Thrones.
Karakteren bliver introduceret i Kampen om tronen fra 1996. Joffrey er den ældste søn af Cersei Lannister og officielt en del af Huset Baratheon som søn af Kong Robert Baratheon, men hans biologiske far er i virkeligheden Cerseis bror Jaime Lannister. Han optræder efterfølgende i Kongerns kamp (1998) og En storm af sværd. Han bliver karakteriseret som en forkælet, sadistisk bølle, og han misbruger ofte Sansa Stark, som han bliver forlovet med i den første roman, og hans onkel Tyrion, som han holder af at gøre grin med.
Joffrey bliver spillet af den irske skuespiller Jack Gleeson i HBO's tv-serie. Hans portrættering er blevet godt modtaget af kritikere.